# بورژوازی

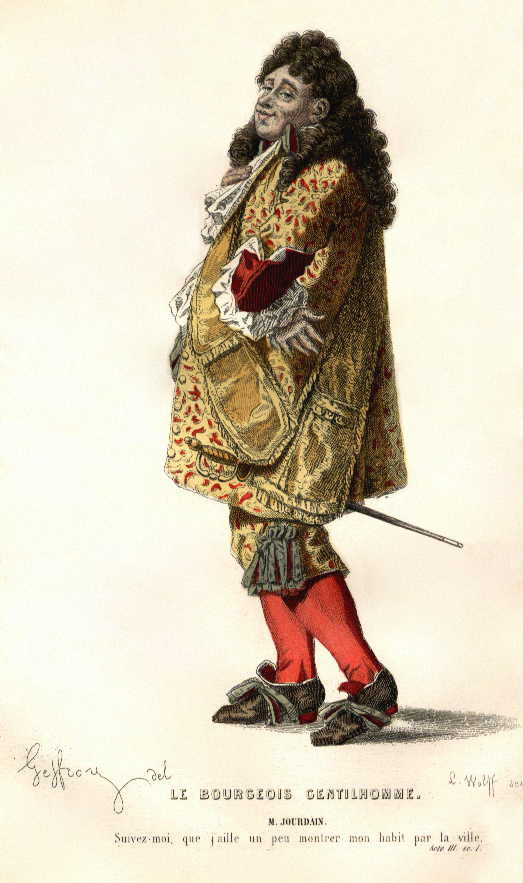
موسیو ژوقدان، قهرمان داستان آقازادهٔ بورژوائی، مولیر (۱۶۷۰).

بورژوازی(به فرانسوی: Bourgeoisie) یکی از دسته‌بندی‌های مورد استفاده در تحلیل جوامع بشری است و به دستهٔ بالاترِ ثروت در جامعه، افراد مرفه و سرمایه‌دار گفته می‌شود.
به لحاظ تاریخی بورژوا از واژهٔ آلمانی «بورگ Burg» به معنای قلعه و دژ گرفته شده است. در نظام فئودالی اروپا گاهی رعیت‌های وابسته به زمین (سرف) بر اثر آزار و اذیت ارباب‌ها فرار می‌کردند و به شهرک‌های قلعه مانند و حصاردار پناه می‌بردند که به این قلعه‌ها «Burg» و حصار و ساکنان آن را بورژوا می‌خواندند.
واژه بورژوازی، به دستهٔ بالاتر یا مرفه و سرمایه‌دار گفته می‌شود. این دسته قدرت خود را از استخدام، آموزش و ثروت به دست می‌آورند و نه از اشراف زادگی. این دسته بالاتر از طبقهٔ پرولتاریا قرار می‌گیرد. در جامعهٔ سرمایه‌داری این واژه معمولاً به دسته‌های قانون‌گذار و مالک گفته می‌شود. خرده بورژوازی طبقه‌ایست پایین‌تر از بورژوازی، ولی بالاتر از پرولتاریا.
در درون این بورژواها با کمی تساهل انواع مختلفی چون بورژوازی سطح بالا و متوسط و خرده بورژوا را نیز از هم متمایز می‌کنند. میزان ثروت، سطح تحصیلات، اشتغال حرفه‌ای در جامعه و تعلقات سنتی یا وضع اجتماعی که از گذشته به ارث برده‌اند، از معیارهای این تمایز به‌شمار می‌روند.
مفهوم بورژوازی، طی تحولات و گذر تاریخ دچار تغییرات شده است. مفهوم ویژه و دقیق بورژوازی به طبقه‌ای از مردم در تاریخ اجتماعی اروپا گفته شده است که دارای ایدئولوژی و تفکر خاصی بودند. همچنین بورژوازی در مقابل اشرافیت قرار داشت.

## ریشه تاریخی بورژوازی
مفهوم بورژوازی به توسعه شهرها در اروپای غربی و مرکزی، در قرن میانه برمی‌گردد، از نظر تاریخی بورژوازی در اروپا از قرن یازدهم با منازعه بازرگانان و صنعت گران (به فرانسوی ارتیزان) سازمان‌یافته و در درون اصناف با زمین‌داران پدید آمد. این کشمکش‌ها باعث به وجود آمدن شهر خودمختار و اصناف مستقل از اشراف شد.
در جامعهٔ سرمایه‌داری این واژه معمولاً به دسته‌های قانون‌گذار و مالک گفته می‌شود. طبقه بورژوا پس از اضمحلال شیوهٔ تولید فئودالی در قلعه‌هایی (borge) تجمع کردند و گفتن بورژوا به این طبقه را نیز به (borge) یا همان قلعه نسبت می‌دهند که ریشه آن (burg) است که از زبان آلمانی وارد لاتین و دیگر زبان‌ها شده است؛ لذا ریشه پیدایش آن را تاریخی می‌دانند. شاید بتوان واژه «برج نشین» را به عنوان جایگزین واژه بورژوازی پیشنهاد داد. البته برابر《برج نشین》برای این واژه تمام دلالت‌ها و مضمون‌های مستتر در آن را پوشش نمی‌دهد و صرفاً به محل زندگی برخی بورژواها اشاره می‌کند، گو اینکه برخی از بورژواها تشکیل دهنده و گسترش دهندهٔ اولین شهرها در اروپا بوده‌اند و معادل برج نشین انحرافی از تاریخ تحول این مفهوم اجتماعی خواهد بود.

## بورژوازی در نظریه‌های مارکسیستی
نظریه‌های کارل مارکس طبقهٔ اجتماعی بورژوازی را به عنوان صاحبان امکانات تولید (مانند کارخانه، ماشین‌آلات و ابزار) در یک اجتماع سرمایه‌داری معرفی می‌کند. این طبقهٔ اجتماعی از راه استخدام کارگران برای به کار درآوردن سرمایهٔ خود باعث کسب درآمد برای خودشان می‌شوند. در دست داشتن امکانات تولید به بورژواها این اجازه را می‌دهد که تعداد زیادی کارگر را درازای مزد استخدام و از دسترنج کار آنها بهره و سوءاستفاده ببرند و این کارگران برای کسب درآمد چاره‌ای جز فروختن کار خود به سرمایه‌دار ندارند. از دیدگاه مارکسیسم، دو طبقهٔ پرولتاریا و بورژوازی به صورت مستقیم و دائم درگیر جدال طبقاتی هستند که در آن سرمایه‌دار درصدد سوء استفاده از کارگران هستند و در موضع مخالف، کارگران در برابر سوء استفاده مقاومت می‌کنند. این سوءاستفاده از کارگران بدین شرح است: کارگران که به صورت مستقل دارای امکانات تولید نیستند و برای به دست آوردن درآمد به استخدام سرمایه‌دار در می‌آیند. آنها برای سرمایه‌دار مشغول به تولید کالا یا خدمات می‌شوند و سرمایه‌دار صاحب این کالا یا خدمات می‌شود. سرمایه‌دار این اقلام را در برابر پول می‌فروشد و از آن پول مزد کارگران، هزینهٔ تولید و سود (مازاد تولید) به دست می‌آورد. بدین صورت سرمایه‌دار می‌تواند بدون کار یا با کار کمتر از مازاد تولید کارگران سود به دست آورد. در نظریه‌های مارکسیستی، ثروت فقط از طریق کار به وجود می‌آید و از این رو، اگر کسی بدون کار کردن ثروت به‌دست بیاورد، این ثروت را به قیمت سوء استفاده از کار دیگران ایجاد کرده است.

## پروتستانتیسم و قوانین کار
در نظام قدیم پیش از انقلاب فرانسه، قوانین کلیسا ۹۰ روز استراحت (۵۲ روز آخر هفته و ۳۸ روز تعطیل) برای کارگر تضمین کرده بود و کار کردن در چنین روزهایی اکیداً ممنوع بود. انگیزهٔ اصلی بی‌دین شدن بورژوازی صنعتی و تجاری، و رویگردانی آنها از مسیحیت کاتولیک همین بود. هنگامی که این بورژوازی طی انقلاب، چیرگی یافت بلافاصله روزهای تعطیل را لغو کرد و هفتهٔ ده روزه را جانشین هفتهٔ هفت‌روزه کرد. کارگران را از یوغ کلیسا رهانید تا آن‌ها را بهتر به زیر یوغ کار بکشد. نفرت از روزهای تعطیل تنها هنگامی به وضوح کامل پدیدار شد که بورژوازی مدرن صنعتی و تجاری سروسامان گرفت، یعنی بین سده‌های ۱۵ و ۱۶ میلادی.

### انتقاد از نگاهپروتستانتیسمبه کار
مکتب پروتستان، که مذهب مسیحی انطباق‌یافته با نیازهای جدید صنعتی و تجاری بورژوازی بود، به استراحت مردم توجه کمتری نشان داد، پروتستانتیسم، از قدیسان در آسمان خلع قدرت کرد تا اعیاد مذهبی‌شان را بر روی زمین ملغی سازد. جریان اصلاح دینی و آزاداندیشی فلسفی فقط بهانه‌هایی بودند که به بورژوازی یسوعی اجازه دادند روزهای تعطیلی را از مردم برباید.